# Philonotis erythrocaulis
Philonotis erythrocaulis là một loài rêu trong họ Bartramiaceae. Loài này được Müll. Hal. Besch. mô tả khoa học đầu tiên năm 1872.